# ليوة
ليوة بلدية تقع في الجهة الجنوبية الغربية لولاية بسكرة، تبعد عن مقرها بحوالي 48 كلم، تحدها من الشمال مدينة طولقة ويربطها بها الطريق الولائي رقم 61 بمسافة 12كلم وتحدها من الجنوب مدينة سطيل التابعة لمدينة الوادي، ومن الجنوب الغربي بلدية أولاد جلال يربطها بها الطريق الولائي رقم 61 بمسافة 42 كلم، ومن الغرب بلديتي الدوسن والغروس ومن الشمال الغربي بلدية برج بن عزوز، ومن الجهة الشرقية بلدية أمخادمة أما من أقصى الشمال الشرقي فتحدها بلدية ليشانة.

## أعلام
- أبو بكر الجزائري

## روابط خارجية
- بلدية ليوة في موقع ولاية بسكرة